# San Salvador (Bahamas)
San Salvador (nota tra il 1680 e il 1925 come isola di Watling) è un'isola delle Bahamas, di cui costituisce anche un distretto; conta 930 abitanti. Fu la prima terra americana ad essere toccata da Cristoforo Colombo, il 12 ottobre 1492.

## Storia
Il 12 ottobre 1492 vi sbarcò l'esploratore Cristoforo Colombo. L'isola, allora nota agli indigeni come Guanahanì o Quanahani, fu la prima terra americana a essere toccata ufficialmente dagli europei nel XV secolo. Una croce bianca, prossima al punto dello sbarco, sta a ricordare quell'avvenimento, che è tradizionalmente considerato lo spartiacque tra il Medioevo e la Storia moderna. Il punto dello sbarco, in linea d'aria, dista dalla terraferma (Florida) circa 320 miglia nautiche e circa 3 500 miglia dal punto da cui partì la spedizione (Palos, Spagna).
Nel XVII secolo, San Salvador fu colonizzata da un bucaniere inglese, John Watling (anche conosciuto come George Watling).